# Riemannův součet

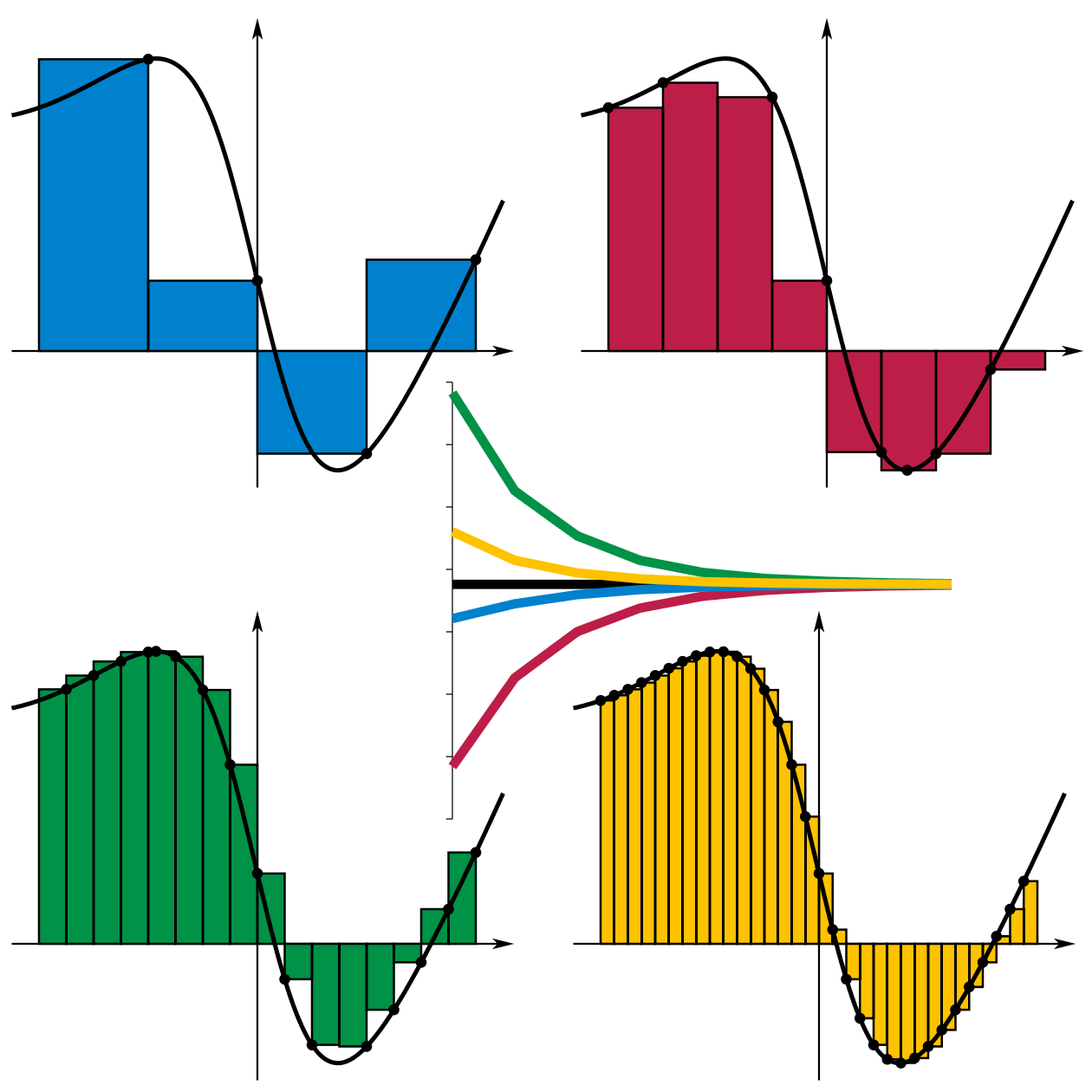
Čtyři metody Riemannova součtu pro aproximaci plochy pod křivkou. Pravý a levý součet používají aproximaci pomocí hodnoty v pravém nebo levém koncovém bodu každého podintervalu. Maximální a minimální součet používají pro aproximaci větší nebo menší z hodnot v koncových bodech každého podintervalu. Při zmenšování velikosti intervalů hodnoty všech těchto součtů konvergují ke stejnému číslu.

Riemannův součet je v matematice určitým druhem aproximace hodnoty určitého integrálu konečným součtem. Je pojmenovaný po německém matematikovi Bernhardu Riemannovi, který žil v devatenáctém století. K jeho nejobvyklejším aplikacím patří aproximace plochy pod grafem funkce, ale umožňuje také další aproximace, např. délky křivek.
Pro výpočet Riemannova součtu se oblast rozdělí na vhodné tvary (obdélníky, lichoběžníky, plochy omezené obloukem paraboly nebo kubické funkce), jejichž plochu umíme spočítat, a které dohromady ohraničují geometrický útvar, který se blíží útvaru, jehož plocha má být určena. Sečtením plochy všech dílčích útvarů získáme numerickou aproximaci určitého integrálu i když základní věta integrálního počtu neumožňuje nalézt analytické řešení.
Protože oblast vyplněná malými tvary obvykle nemá přesně stejný tvar jako oblast, jejíž plochu máme určit, Riemannův součet nebude přesně rovný velikosti původní plochy. Chybu však lze zmenšovat jemnějším rozdělením oblasti používáním stále menších tvarů. Při tomto zjemňování se součet blíží k Riemannovu integrálu.

## Definice
Nechť {\displaystyle f:\langle a,b\rangle \rightarrow \mathbb {R} } je funkce definovaná na uzavřeném intervalu {\displaystyle I=\langle a,b\rangle } reálných čísel {\displaystyle \mathbb {R} } a
{\displaystyle P=\left\{\langle x_{0},x_{1}\rangle ,\langle x_{1},x_{2}\rangle ,\dots ,\langle x_{n-1},x_{n}\rangle \right\}}⁠,
je dělení tohoto intervalu, tj.
{\displaystyle a=x_{0}<x_{1}<x_{2}<\cdots <x_{n}=b}.
Riemannův součet {\displaystyle S} funkce f na intervalu I s dělením P pak definujeme výrazem
{\displaystyle S=\sum _{i=1}^{n}f(x_{i}^{*})\,\Delta x_{i}}
kde {\displaystyle \Delta x_{i}=x_{i}-x_{i-1}} a {\displaystyle x_{i}^{*}\in \langle x_{i-1},x_{i}\rangle }. Jaký bod intervalu se použije jako {\displaystyle x_{i}^{*}}, není důležité, protože hodnoty {\displaystyle \Delta x_{i}} se blíží k nule, stejně jako rozdíl mezi jakýmikoli dvěma body v intervalu. To je působeno tím, že volba {\displaystyle x_{i}^{*}} v intervalu {\displaystyle \langle x_{i-1},x_{i}\rangle } je libovolná a tak pro jakoukoli danou funkci f definovanou na intervalu I a pevné dělení P, můžeme vytvářet různé Riemannovy součty v závislosti na tom, jak je zvolen bod {\displaystyle x_{i}^{*}}, pokud platí {\displaystyle x_{i-1}\leq x_{i}^{*}\leq x_{i}}.

## Některé speciální typy Riemannových součtů
Pro různé volby {\displaystyle x_{i}^{*}} dostáváme různé typy Riemannových součtů:
- Pokud {\displaystyle x_{i}^{*}=x_{i-1}} pro všechna i, pak S se nazývá levý Riemannův součet.[2][3]
- Pokud {\displaystyle x_{i}^{*}=x_{i}} pro všechna i, pak S se nazývá pravý Riemannův součet.[2][3]
- Pokud {\displaystyle x_{i}^{*}=(x_{i}+x_{i-1})/2} pro všechna i, pak S se nazývá nebo středový Riemannův součet (anglicky midpoint rule).[2][3]
- Pokud {\displaystyle f(x_{i}^{*})=\sup f(\langle x_{i-1},x_{i}\rangle )} (tj. supremum funkce f na intervalu {\displaystyle \langle x_{i-1},x_{i}\rangle }), pak S je horní Riemannův součet nebo horní Darbouxův součet.
- Pokud {\displaystyle f(x_{i}^{*})=\inf f(\langle x_{i-1},x_{i}\rangle )} (tj. infimum funkce f na intervalu {\displaystyle \langle x_{i-1},x_{i}\rangle }), pak S je dolní Riemannův součet nebo dolní Darbouxův součet.

Všechny tyto volby patří k nejjednodušším metodám numerické integrace. Zhruba řečeno, funkce je Riemannovsky integrovatelná, pokud všechny Riemannovy součty při „zjemňování“ dělení konvergují ke stejné hodnotě.
Průměr levých a pravých Riemannových součtů představuje nejjednodušší z mnoha způsobů aproximace integrálu pomocí vážených průměrů; tento konkrétně se nazývá lichoběžníková metoda. Ke složitějším patří Simpsonova metoda a Newtonovy–Cotesovy vzorce.
Hodnota jakéhokoli Riemannova součtu na daném dělení (tj. pro jakoukoli volbu {\displaystyle x_{i}^{*}} mezi {\displaystyle x_{i-1}} a {\displaystyle x_{i}}) leží mezi dolním a horním Darbouxovým součtem. Ty jsou základem Darbouxova integrálu, který je ekvivalentní s Riemannovým integrálem.

## Metody
Pro podrobnější rozbor čtyř metod Riemannovy sumace použijeme dělení intervalu na stejné díly. Interval {\displaystyle \langle a,b\rangle } rozdělíme na n podintervalů, každý délky
{\displaystyle \Delta x={\frac {b-a}{n}}.}
Body dělení budou
{\displaystyle a,a+\Delta x,a+2\,\Delta x,\ldots ,a+(n-2)\,\Delta x,a+(n-1)\,\Delta x,b.}

### Levý Riemannův součet

Levý Riemannův součet pro funkci x^{3} na intervalu rozděleném na 4 podintervaly

U levého Riemannova součtu aproximujeme hodnotu funkce její hodnotou v levém koncovém bodě. Dostaneme několik obdélníků s základnou velikosti Δx a výškami f(a + iΔx). Celková plocha bude
{\displaystyle \Delta x\left[f(a)+f(a+\Delta x)+f(a+2\,\Delta x)+\cdots +f(b-\Delta x)\right].}
Levý Riemannův součet přeceňuje skutečnou hodnotu, jestliže f je monotonně klesající na tomto intervalu a podceňuje ji, jestliže funkce je monotonně rostoucí.

### Pravý Riemannův součet

Pravý Riemannův součet pro funkci x^{3} na intervalu rozděleném na 4 podintervaly

Pokud hodnotu f budeme aproximovat hodnotou v pravém koncovém bodě intervalu, dostáváme obdélníky se základnou Δx a výškami f(a + i Δx). Celková plocha bude
{\displaystyle \Delta x\left[f(a+\Delta x)+f(a+2\,\Delta x)+\cdots +f(b)\right].}
Pokud je f monotonně klesající, pak pravý Riemannův součet skutečnou hodnotu podceňuje; pokud je monotonně rostoucí, pak ji přeceňuje.
Chyba součtu bude
{\displaystyle \left\vert \int _{a}^{b}f(x)\,dx-A_{\mathrm {right} }\right\vert \leq {\frac {M_{1}(b-a)^{2}}{2n}}},
kde {\displaystyle M_{1}} je maximální hodnota absolutní hodnoty {\displaystyle f^{\prime }(x)} (derivace f) na daném intervalu.

### Středový součet

Středový Riemannův součet pro funkci x^{3} na intervalu rozděleném na 4 podintervaly

Approximace f ve středu intervalů dává pro první interval f(a + Δx/2), pro další f(a + 3Δx/2), atd., až po f(b − Δx/2). Sečtení oblastí dává
{\displaystyle \Delta x\left[f(a+{\tfrac {\Delta x}{2}})+f(a+{\tfrac {3\,\Delta x}{2}})+\cdots +f(b-{\tfrac {\Delta x}{2}})\right]}.
Chyba tohoto vzorce bude
{\displaystyle \left\vert \int _{a}^{b}f(x)\,dx-A_{\mathrm {mid} }\right\vert \leq {\frac {M_{2}(b-a)^{3}}{24n^{2}}}},
kde {\displaystyle M_{2}} je maximální hodnota absolutní hodnoty {\displaystyle f^{\prime \prime }(x)} (druhé derivace f) na daném intervalu.

### Lichoběžníková metoda

Lichoběžníkový Riemannův součet pro funkci x^{3} na intervalu rozděleném na 4 podintervaly

V tomto případě jsou hodnoty funkce f na intervalu aproximovány průměrem hodnot v levém a pravém koncovém bodě. Pro výpočet použijeme vzorec pro výpočet plochy lichoběžníka s rovnoběžnými stranami b1, b2 a výškou h:
{\displaystyle A={\tfrac {1}{2}}h(b_{1}+b_{2})}
Celková plocha bude
{\displaystyle {\tfrac {1}{2}}\,\Delta x\left[f(a)+2f(a+\Delta x)+2f(a+2\,\Delta x)+2f(a+3\,\Delta x)+\cdots +f(b)\right].}
což je mimochodem průměr levých a pravých součtů této funkce.
Chyba tohoto vzorce je
{\displaystyle \left\vert \int _{a}^{b}f(x)\,dx-A_{\mathrm {trap} }\right\vert \leq {\frac {M_{2}(b-a)^{3}}{12n^{2}}},}
kde {\displaystyle M_{2}} je maximální hodnota absolutní hodnoty {\displaystyle f^{\prime \prime }(x)}.

## Riemannův integrál
Pokud se zabýváme jednorozměrnými Riemannovými součty na intervalu {\displaystyle \langle a,b\rangle }, zjistíme, že pro některé funkce se při zmenšování maximální velikosti dělení k nule (tj. když se limita normy dělení blíží k nule) budou všechny Riemannovy součty konvergovat ke stejné hodnotě. Tuto limitní hodnotu, pokud existuje, nazveme určitým Riemannovým integrálem příslušné funkce na intervalu {\displaystyle \langle a,b\rangle }, tj.
{\displaystyle \int _{a}^{b}\!f(x)\,dx=\lim _{\|\Delta x\|\rightarrow 0}\sum _{i=1}^{n}f(x_{i}^{*})\,\Delta x_{i}.}
Pokud se maximální velikost dělení zmenšuje k nule, počet podintervalů roste k nekonečnu. Pro každé konečné dělení je Riemannův součet vždy aproximací limitní hodnoty, a tato aproximace se zlepšuje při zjemňování dělení. Následující animace ukazuje, jak zjemňování dělení (při zmenšování velikosti maximálního prvku dělení) lépe aproximuje „plochu“ pod křivkou:

Levý součet
Pravý součet
Středový součet

Protože se předpokládá, že červená funkce je hladká funkce, všechny tři Riemannovy součty budou konvergovat ke stejné hodnotě, když se počet podintervalů blíží k nekonečnu.

## Příklad
Plochu pod křivkou y = x2 mezi 0 a 2 můžeme v našem příkladě procedurálně vypočítat Riemannovou metodou.
Interval {\displaystyle \langle 0,2\rangle } nejprve rozdělíme na n podintervalů, každý o šířce {\displaystyle {\tfrac {2}{n}}}; což jsou šířky Riemannových obdélníků (zde „boxů“). Protože chceme vypočítat pravý Riemannův součet, posloupnost x-ových souřadnic boxů bude {\displaystyle x_{1},x_{2},\ldots ,x_{n}}, a tedy posloupnost výšek boxů bude {\displaystyle x_{1}^{2},x_{2}^{2},\ldots ,x_{n}^{2}}. Při tom platí, že {\displaystyle x_{i}={\tfrac {2i}{n}}} a {\displaystyle x_{n}=2}.
Obsah každého okna bude {\displaystyle {\tfrac {2}{n}}\times x_{i}^{2}} a proto n-tý pravý Riemannův součet bude
{\displaystyle {\begin{aligned}S&={\frac {2}{n}}\times \left({\frac {2}{n}}\right)^{2}+\cdots +{\frac {2}{n}}\times \left({\frac {2i}{n}}\right)^{2}+\cdots +{\frac {2}{n}}\times \left({\frac {2n}{n}}\right)^{2}\\&={\frac {8}{n^{3}}}\left(1+\cdots +i^{2}+\cdots +n^{2}\right)\\&={\frac {8}{n^{3}}}\left({\frac {n(n+1)(2n+1)}{6}}\right)\\&={\frac {8}{n^{3}}}\left({\frac {2n^{3}+3n^{2}+n}{6}}\right)\\&={\frac {8}{3}}+{\frac {4}{n}}+{\frac {4}{3n^{2}}}\end{aligned}}}
Když uvažujeme limitní případ n → ∞, můžeme dojít k závěru, že se zvětšujícím se počtem boxů se aproximace přibližují skutečné velikosti plochy pod křivkou. Tudíž:
{\displaystyle \lim _{n\to \infty }S=\lim _{n\to \infty }\left({\frac {8}{3}}+{\frac {4}{n}}+{\frac {4}{3n^{2}}}\right)={\frac {8}{3}}}
Tato metoda souhlasí s určitým integrálem spočítaným mechaničtějším způsobem:
{\displaystyle \int _{0}^{2}x^{2}\,dx={\frac {8}{3}}}
Protože funkce je na intervalu spojitá a monotonně rostoucí, pravý Riemannův součet přeceňuje integrál o největší hodnotu (zatímco levý Riemannův součet podceňuje integrál o největší hodnotu). Tento fakt, který je intuitivně jasný z diagramů, ukazuje jak povaha funkce určuje, jak přesně integrál je odhadnutý. I když jsou jednoduché, pravý a levý Riemannův součet jsou často méně přesné než pokročilejší techniky odhadu integrálu jako je např. lichoběžníková metoda nebo Simpsonova metoda.
K funkci z tohoto příkladu je snadné nalézt primitivní funkci, takže odhadování integrálu Riemannovými součty je spíše akademické cvičení; ne ke všem funkcím je však možné najít primitivní funkci, takže odhadování jejich integrálů sumací je důležité i prakticky.

## Vícerozměrné součty
Základní myšlenkou za Riemannovým součtem je „rozdělit“ interval na části, znásobit „velikost“ každé části určitou reprezentací hodnoty, kterou funkce nabývá na této části a všechny tyto součiny sečíst. To lze zobecnit tím, že povolíme Riemannovy součty pro funkce na více než jednorozměrném oboru.
Intuitivně je snadné porozumět procesu dělení intervalu, ale technické detaily, jak integrační obor rozdělit, jsou mnohem složitější než v jednorozměrném případě a týkají se aspektů geometrického tvaru integračního oboru.

### Dvourozměrný případ
Ve dvourozměrném případě je třeba integrační obor {\displaystyle A} rozdělit na buňky {\displaystyle A_{i}} takové, že {\displaystyle A=\cup _{i}A_{i}}. Pro každou buňku v dvojrozměrném prostoru pak její „plochu“ označíme {\displaystyle \Delta A_{i}}. Riemannův součet je
{\displaystyle S=\sum _{i=1}^{n}f(x_{i}^{*},y_{i}^{*})\,\Delta A_{i},}
kde {\displaystyle (x_{i}^{*},y_{i}^{*})\in A_{i}}.

### Trojrozměrný případ
Ve trojrozměrném prostoru je obvyklé pro integrační obor používat písmeno {\displaystyle V}, takže pro dělení platí {\displaystyle V=\cup _{i}V_{i}}, kde {\displaystyle \Delta V_{i}} je „objem“ buňky indexované {\displaystyle i}. Trojrozměrný Riemannův součet pak lze zapsat jako
{\displaystyle S=\sum _{i=1}^{n}f(x_{i}^{*},y_{i}^{*},z_{i}^{*})\,\Delta V_{i}}
kde {\displaystyle (x_{i}^{*},y_{i}^{*},z_{i}^{*})\in V_{i}}.

### Libovolný počet rozměrů
K vícerozměrným Riemannovým součtům přejedeme podobně jako od jednorozměrného k dvoj- nebo trojrozměrným součtům. Pro libovolný počet rozměrů n lze Riemannův součet zapsat jako
{\displaystyle S=\sum _{i}f(P_{i}^{*})\,\Delta V_{i}}
kde {\displaystyle P_{i}^{*}\in V_{i}} je nějaký bod v n-rozměrné buňce {\displaystyle V_{i}}, která má n-rozměrný objem {\displaystyle \Delta V_{i}}.

### Zobecnění
Velmi obecně lze Riemannovy součty zapsat vztahem
{\displaystyle S=\sum _{i}f(P_{i}^{*})\mu (V_{i})}
kde {\displaystyle P_{i}^{*}} je libovolný bod obsažený v prvku dělení {\displaystyle V_{i}} a {\displaystyle \mu } je míra na podkladové množině. Zhruba řečeno, míra je funkce, které udává „velikost“ množiny, v tomto případě velikost množiny {\displaystyle V_{i}}; v jednorozměrném prostoru bývá míra interpretována jako délka intervalu, ve dvourozměrném prostoru jako plocha, v trojrozměrném prostoru jako objem, atd.